# 毛叶威灵仙
毛叶威灵仙（学名：Clematis chinensis f. vestita）为毛茛科铁线莲属威灵仙下的一个变型。

## 扩展阅读
- 維基物種上的相關：毛叶威灵仙